# Ino
Ino je Kadmosova hči in Atamantova žena v grški mitologiji.